# Rondibilis femorata
Rondibilis femorata es una especie de escarabajo longicornio del género Rondibilis, tribu Acanthocinini, subfamilia Lamiinae. Fue descrita científicamente por Gressitt en 1938.

## Descripción
Mide 4,5-8 milímetros de longitud.

## Distribución
Se distribuye por China y Japón.